# Liste der Mitglieder der Deutschen Akademie der Naturforscher Leopoldina/1951
Die Liste der Mitglieder der Deutschen Akademie der Naturforscher Leopoldina für 1951 listet alle Personen, die im Jahr 1951 zum Mitglied berufen wurden. Insgesamt gab es ein neu gewähltes Mitglied.

## Neu gewählte Mitglieder 1951
| Nr.* | Name           | Geboren       | Aufnahme | Gestorben    | Sektion    | Bild | Datenbank      |
| ---- | -------------- | ------------- | -------- | ------------ | ---------- | ---- | -------------- |
|      | Heinrich Bredt | 29. Jan. 1906 |          | 1. Nov. 1989 | Pathologie |      | Heinrich Bredt |

* Die Matrikelnummern sowie das genaue Wahldatum der aufgelisteten Akademiemitglieder sind nicht aus dem online gestellten Mitgliederverzeichnis der Akademie ersichtlich. Akademische Titel sind im Mitgliederverzeichnis einsehbar.